# سيمون كلارك (لاعب كرة قدم بريطاني)
سيمون كلارك (بالإنجليزية: Simon Clark)‏ (12 مارس 1967 في المملكة المتحدة - ) هو لاعب كرة قدم بريطاني في مركز الدفاع. لعب مع ستيفيناغ بوروه وكولتشستر يونايتد ونادي بيتربورو يونايتد ونادي ليتون أورينت ووودلاندز ويلينغتون ولينكولن سيتي أف سي ونادي كينغز لين وHendon F.C. ‏ ونادي بوسطن تاون ‏ وMaldon & Tiptree F.C. ‏ وHolbeach United F.C. ‏.

## وصلات خارجية
- سيمون كلارك على موقع قاعدة بيانات كرة القدم.إي يو (الإنجليزية)
- سيمون كلارك على موقع Soccerbase.com (لاعب) (الإنجليزية)